# Walter Husted Stevens
Walter Husted Stevens (24 août 1827 - 12 novembre 1867) est un brigadier-général de l'armée des États confédérés au cours de la guerre de Sécession (guerre civile). Il est diplômé de l'académie militaire américaine de West Point, dans l'État de New York, et sert dans le corps des ingénieurs, pour la plupart du temps, en Louisiane et au Texas. Il est un ingénieur de l'armée de Virginie du Nord. Il est réputé pour être le dernier homme en uniforme à avoir traversé le pont de Mayo lors de l'évacuation de Richmond, en Virginie après l'effondrement des défenses confédérées de Petersburg, en Virginie le 2 avril 1865. Après la guerre de Sécession, Stevens devient surintendant et l'ingénieur du chemin de fer impérial mexicain. Il meurt de la fièvre jaune à Vera Cruz, au Mexique, le 12 novembre 1867.

## Avant la guerre
Walter H. Stevens naît le 24 août 1827 à Penn Yan, dans l'État de New York. Stevens est diplômé de l'académie militaire américaine de West Point quatrième de sa promotion de trente-huit cadets en 1848,,. Il est affecté dans le corps des ingénieurs en tant que second lieutenant breveté le 1er juillet 1848. Il est promu second lieutenant le 28 mai 1853 et  premier lieutenant le 1er juillet 1855.
La sympathie sudiste de Stevens est expliquée par son service dans le corps des ingénieurs principalement en Louisiane et au Texas et par son mariage avec une sœur du futur brigadier général confédéré  Louis Hébert. Stevens offre sa démission de l'armée américaine le 2 mars 1861, lorsque le Texas vote son ordonnance de sécession, mais elle est refusée et il est congédié du service sur un détail technique le 2 mai 1861,. Entre-temps, le 16 mars 1861, Stevens a été nommé capitaine des ingénieurs de l'armée des États confédérés (l'armée régulière des États confédérés).

## Guerre de Sécession
Walter H. Stevens est immédiatement promu commandant de l'armée régulière des États confédérés le 16 mars 1861. Il est affecté comme ingénieur pour l'armée confédérée à Pensacola, en Floride, en avril 1861. Entre juin 1861 et le 1er juin 1862, il est affecté comme ingénieur dans l'armée du Potomac confédérée et, après son changement d'appellation, l'armée de Virginie du Nord. À ce titre, il sert sous les ordres du général P. G. T. Beauregard lors de la première bataille de Bull Run (première Manassas) et sous ceux du général Joseph E. Johnston lors de la campagne de la Péninsule et la bataille de Seven Pines. Stevens est promu lieutenant colonel le 31 janvier 1862.
Du 1er juin 1862 à février 1864, Walter H. Stevens est affecté comme ingénieur dans le département de Richmond, qu'il renforce. Il est promu colonel le 3 mars 1863. Il est affecté à la défense de Richmond, dans le département de Richmond de février 1864 au 20 juillet 1864. Le 20 juillet 1864, il retourne en tant que chef ingénieur dans l'armée de Virginie du Nord et sert avec elle lors du siège de Petersburg, renforçant les défenses de la ville, et lors de la campagne d'Appomattox. Walter Husted Stevens est promu au brigadier général le 28 août 1864, en vertu de la loi autorisant le président confédéré Jefferson Davis à nommer vingt brigadiers généraux spéciaux. Les historiens Ezra J. Warner et Jeffry D. Wert disent que Stevens est censé être le dernier homme en uniforme à traverser le pont de Mayo à Richmond, en Virginie lorsque l'armée des États confédérés et le gouvernement confédéré évacuent Richmond, dans la nuit du 2 avril 1865, après la chute des défenses de Petersburg, en Virginie à la bataille de Five Forks et la troisième bataille de Petersburg. Stevens est libéré sur parole à Appomattox Court House, le 9 avril 1865.

## Après la guerre
Après la guerre de Sécession, Stevens part au Mexique, où il est directeur et ingénieur pour le chemin de fer impérial mexicain, une ligne de chemin de fer prévue par l'empereur Maximilien I du Mexique allant de Vera Cruz à la ville de Mexico. Walter H. Stevens meurt de la fièvre jaune à Vera Cruz, le 12 novembre 1867. Walter Husted Stevens est enterré dans le cimetière d'Hollywood, à Richmond, Virginie.